# Grebaštica
Grebaštica je naselje na Hrvaškem, ki upravno spada pod mesto Šibenik Šibeniško-kninske županije.

## Lega
Naselje leži ob državni cesti D8 imenovani tudi Jadranska magistrala ter na obali zaliva Luka Grebaštica okoli 14 km jugovzhodno od Šibenika.

## Zgodovina
Na pokopališčko cerkev sv. Marije je bila v 15. stoletju prizidana kapela sv. Petra. V bližini naselja so nahajališča iz železne in rimske dobe. Najdeni so bili: cesta, grobovi, sarkofagi in stečki. V starih listinah se prvič omenja leta 1298 pod imenom Grebac.

## Demografija
| Pregled števila prebivalcev po letih | Pregled števila prebivalcev po letih | Pregled števila prebivalcev po letih | Pregled števila prebivalcev po letih | Pregled števila prebivalcev po letih | Pregled števila prebivalcev po letih | Pregled števila prebivalcev po letih | Pregled števila prebivalcev po letih | Pregled števila prebivalcev po letih | Pregled števila prebivalcev po letih | Pregled števila prebivalcev po letih | Pregled števila prebivalcev po letih | Pregled števila prebivalcev po letih | Pregled števila prebivalcev po letih | Pregled števila prebivalcev po letih |
| ------------------------------------ | ------------------------------------ | ------------------------------------ | ------------------------------------ | ------------------------------------ | ------------------------------------ | ------------------------------------ | ------------------------------------ | ------------------------------------ | ------------------------------------ | ------------------------------------ | ------------------------------------ | ------------------------------------ | ------------------------------------ | ------------------------------------ |
| 1857                                 | 1869                                 | 1880                                 | 1890                                 | 1900                                 | 1910                                 | 1921                                 | 1931                                 | 1948                                 | 1953                                 | 1961                                 | 1971                                 | 1981                                 | 1991                                 | 2001                                 |
| 317                                  | 0                                    | 310                                  | 319                                  | 367                                  | 396                                  | 425                                  | 538                                  | 714                                  | 830                                  | 907                                  | 788                                  | 774                                  | 837                                  | 893                                  |